# شارا (ایزد)

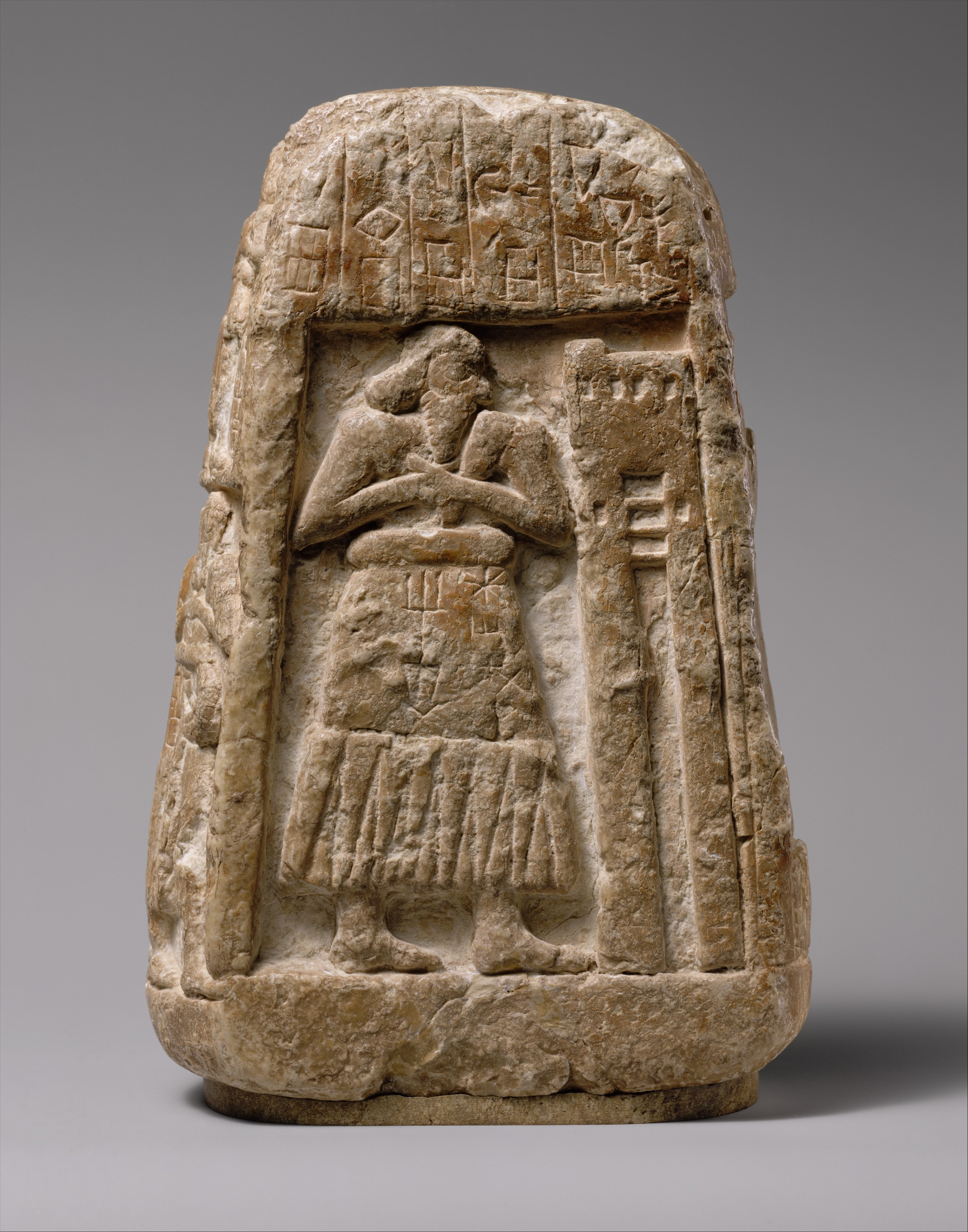
شارا ایزد؛ خدای بین‌النهرینی

شارا (سومری: 𒀭𒁈, dšara2) خدایی بین‌النهرینی و در ارتباط با شهر اوما و مناطق نزدیک به آن بود.

## شخصیت
گرچه ریشه‌شناسی نام شارا ناشناخته است اما به نظر فابیان هوبر وویلت، در زبان اکدی بازتعریفی است از یکی از مشتقات واژه šārum («باد»).
شارا خدای شهر اوما و در ارتباط با تل جوخه امروزی در عراق بود.

## پرستش
معبد اصلی شارا ایماه بود که نام مناسکی آن در سومری به معنای «خانه اعلی» است. نخستین بار در کتیبه‌ای از بارا-ایرنون گواهی شده است، او همسر گیشاکیدو در اوما بود که در دوره آغازین دودمانی احتمالا همزمان با اناناتوم دوم و اننتارزی در لاگاش حکمرانی می‌کرد. منابع متنی همچنین وجود یک زیگوراتِ اهدا شده به او را به نام سیگکورشاگا («آجر، کوهِ قلب») ذکر می‌کنند. هم معبد (آبزوباندا) و هم زیگورات در KI.ANki (خوانش نامشخص) جایی در نزدیکی اوما واقع شده بود.